# Itampolo
Itampolo est une commune urbaine malgache située dans la partie sud-ouest de la région d'Atsimo-Andrefana.